# Kaukasus-Fichte
Die Kaukasus-Fichte (Picea orientalis), auch Orient-Fichte, Morgenländische Fichte und Sapindus-Fichte genannt, ist eine Pflanzenart aus der Gattung Fichten (Picea) in der Familie der Kieferngewächse (Pinaceae). Sie wird mit einigen Zuchtformen als Zierpflanze verwendet.

## Beschreibung

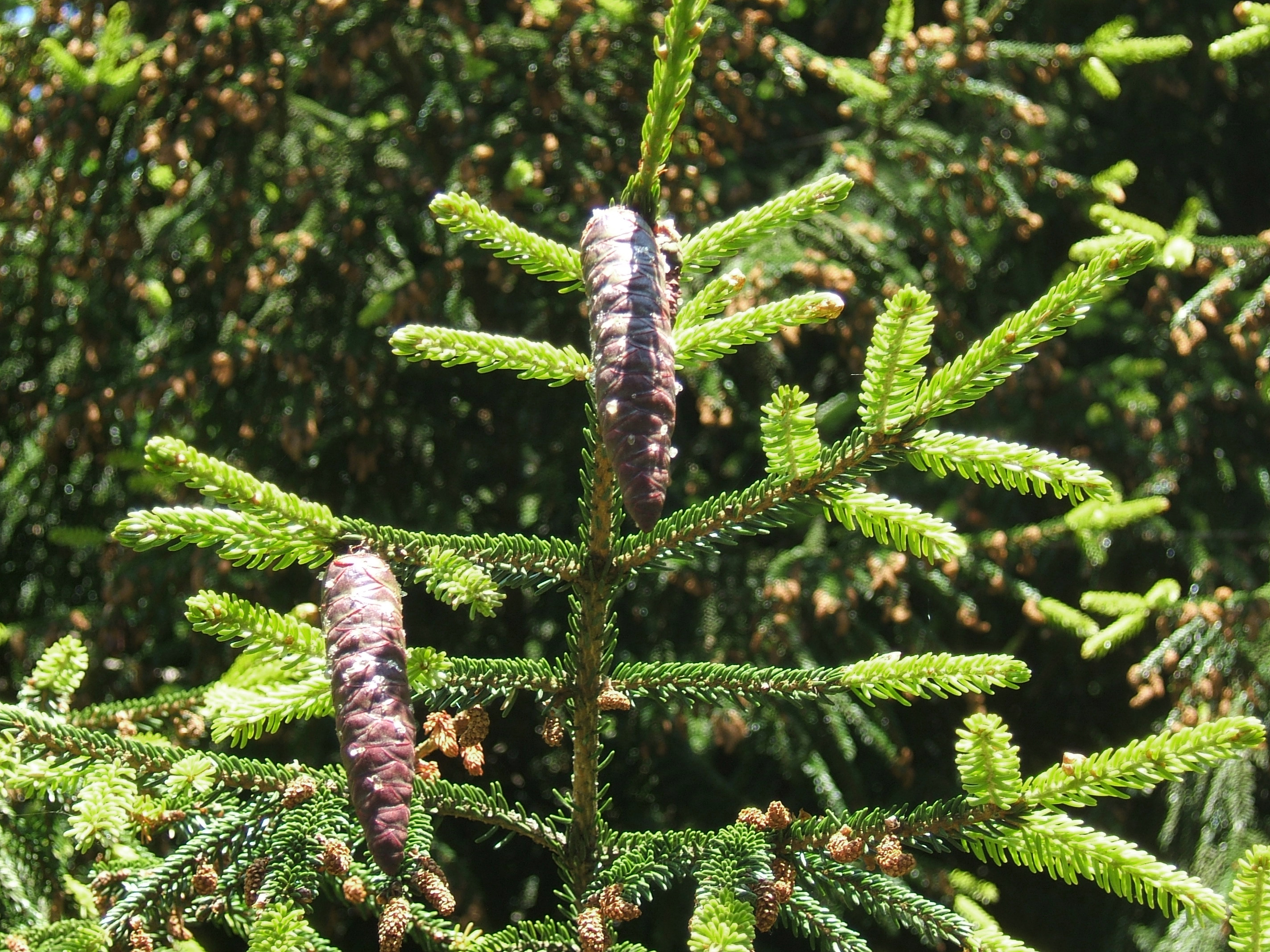
Spitze von Picea orientalis mit Nadeln und Zapfen.

Die Kaukasus-Fichte ist ein immergrüner Baum, der Wuchshöhen von bis zu etwa 33 Metern, in seiner natürlichen Heimat bis zu 60 Metern erreicht. Der Stamm kann einen Durchmesser von 1,1 Metern erreichen. Die Baumkrone ist schmal kegelförmig; die langen Leittriebe sind häufig krumm und gedreht. Die Borke ist braun, weist wenige Risse auf und neigt dazu, sich in Schuppen abzulösen. Die Rinde der Zweige ist erst weißlich, später hellbraun bis orange-braun und behaart. Die Knospen sind klein und rotbraun. Die steifen, vorne abgerundeten, vierkantigen Nadeln sind glänzend dunkelgrün. Mit 6 bis 8 mm Länge sind sie die kürzesten von allen Fichten-Arten.
Die Kaukasus-Fichte ist einhäusig getrenntgeschlechtig (monözisch).
Die männlichen Zapfen sind zuerst dunkelrot, beim Stäuben dann gelb und sitzen an den Enden kleiner Zweige. Die weiblichen Zapfen wachsen bei jüngeren Bäumen fast ausschließlich nahe am Gipfel, bei alten Bäumen dagegen in der ganzen Baumkrone verteilt. Die hängenden, reifen Zapfen sind etwa 7 cm groß, gekrümmt, spitz, braun und harzig. Die Samen sind geflügelt.
Die Chromosomenzahl beträgt 2n = 24.

## Verbreitung
Die Kaukasus-Fichte ist im nördlichen Kleinasien heimisch, vor allem aber im dortigen Pontischen Gebirge sowie im Kaukasus. Im Gebirge bildet sie bis zu einer Höhenlage von 2000 Metern dichte Wälder aus. Obwohl bereits im 18. Jahrhundert von der europäischen Wissenschaft entdeckt, wurde die Kaukasus-Fichte erst gegen 1840 nach Europa gebracht. Schon Joseph Pitton de Tournefort hatte die Art 1703 als Abies orientalis folio brevi et tetragono, fructu minimo deorsum inflexo in seinem Werk  "Corollarium Institutionum rei herbariae" beschrieben. Sie wird heute in den Gemäßigten Breiten in Gärten und Parks als Ziergehölz verwendet.

## Systematik
Diese Art wurde 1763 unter dem Namen Pinus orientalis durch Carl von Linné in Species Plantarum, 2. Auflage, 2, S. 1421 erstveröffentlicht. Der Name Picea orientalis wurde 1847 durch Heinrich Friedrich Link in Linnaea, Band 20, S. 294 veröffentlicht. Weitere Synonyme für Picea orientalis (L.) Link sind: Picea wittmanniana Carrière, Pinus abies var. orientalis Münchh.

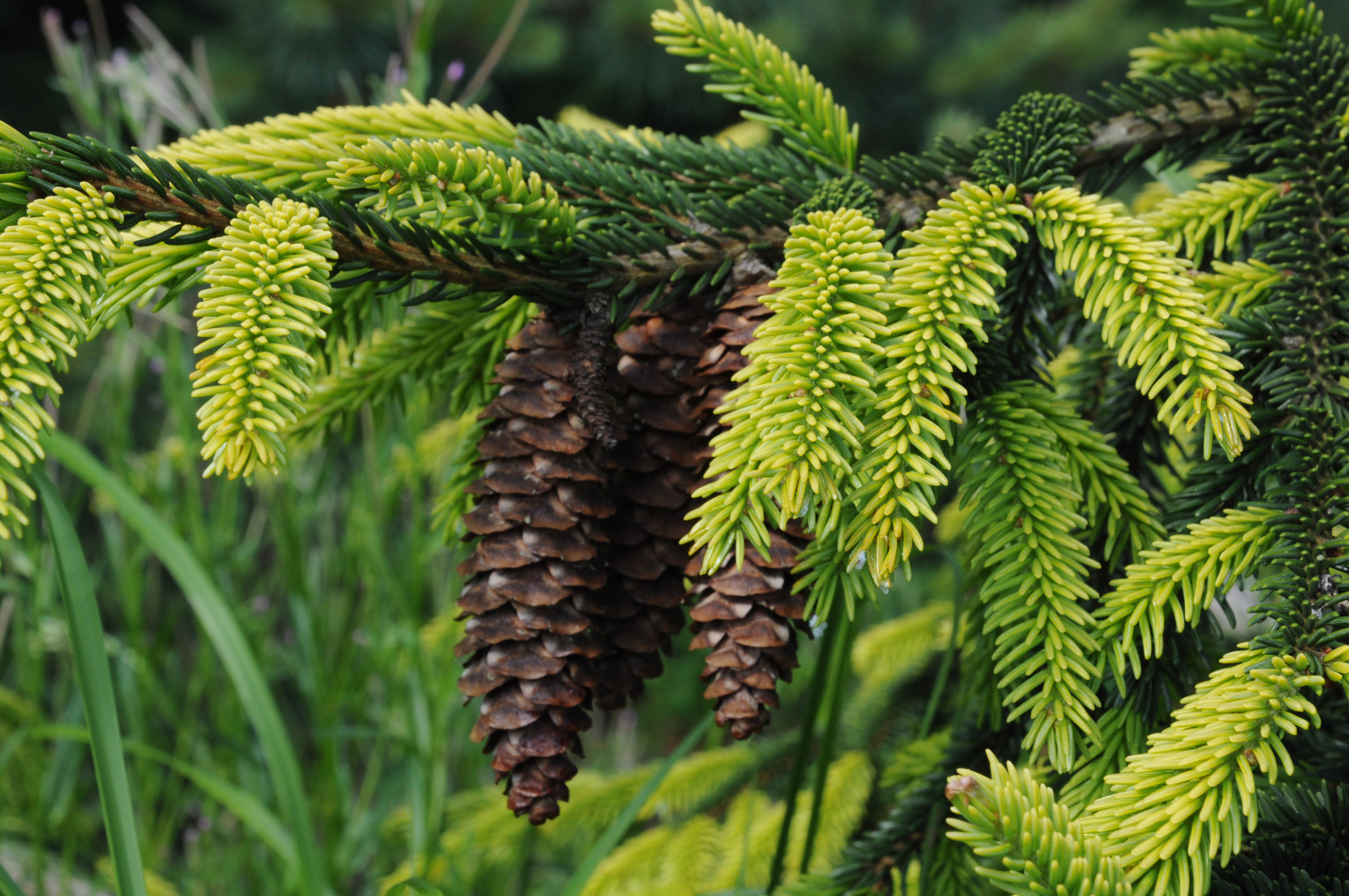
Picea orientalis forma aureospicata mit gelblichen Nadeln an den jungen Zweigen und Zapfen

### Zuchtformen
Es sind noch folgende Formen beschrieben worden:
- Picea orientalis forma aureospicata Beissn.
- Picea orientalis forma nana (Carrière) Rehder
- 'Aurea' (Orientalische Gold-Fichte): Diese 1873 zunächst als Varietät Picea orientalis var. aurea Ed.Otto beschriebene Form[5] erreicht Wuchshöhen von bis zu 10 Metern und hat goldgelbe junge Zweige, die aber meist im Laufe des Sommers vergrünen. Ludwig Beissner hat die Varietät 1897 als Form Picea orientalis f. aurea (Ed.Otto) Beissn. eingestuft.[5] Diese Form wirkt besonders von Mai bis Juni durch die gelb benadelten Zweige. Exemplare sind in Sammlungen, seltener auch in Gärten zu finden.